# Samtgemeinde Stadtoldendorf

Lage der Samtgemeinde im Landkreis Holzminden

Die Samtgemeinde Stadtoldendorf war eine Samtgemeinde im Landkreis Holzminden in Niedersachsen, Deutschland. Sie hatte ihren Verwaltungssitz in der Stadt Stadtoldendorf. Am 1. Januar 2011 schloss sich die Samtgemeinde mit der Samtgemeinde Eschershausen zur neuen Samtgemeinde Eschershausen-Stadtoldendorf zusammen.

## Geografie

### Geografische Lage
Die Samtgemeinde lag am Rande des Naturparks Solling-Vogler.

### Samtgemeindegliederung

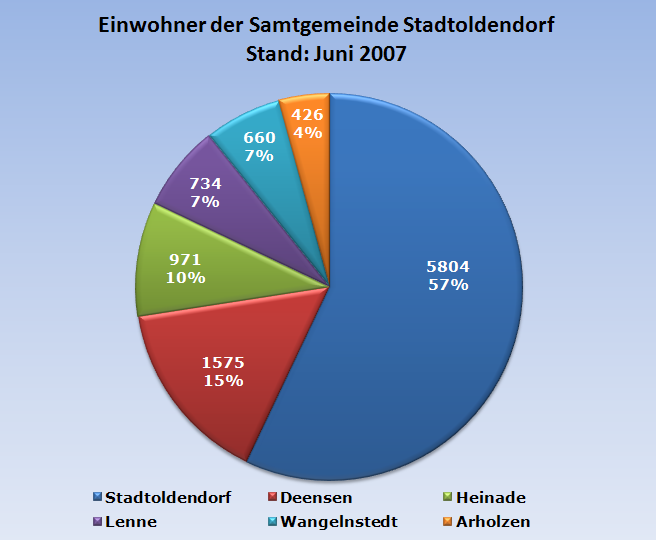
Einwohner in den Mitgliedsgemeinden der Samtgemeinde Stadtoldendorf im Juni 2007

Zur Samtgemeinde gehörten die Gemeinden Arholzen, Deensen, Heinade, Lenne und Wangelnstedt sowie ihr Verwaltungssitz, die Stadt Stadtoldendorf.

## Geschichte
Am 17. Dezember 1970 kamen die Räte aus den Gemeinden Arholzen, Braak, Deensen, Denkiehausen, Emmerborn, Heinade, Hellental, Holenberg, Lenne, Linnenkamp, Merxhausen, Schorborn, Wangelnstedt und der Stadt Stadtoldendorf zusammen und stimmten für eine Bildung einer Samtgemeinde Stadtoldendorf ab 1. Januar 1971 mit rund 12.647 Einwohnern.
Mit dem am 20. November 1972 verkündeten „Gesetz zur Neugliederung der Gemeinden im Raum Holzminden“ erfolgten folgende Änderungen:
- Ausgliederung der Gemeinde Holenberg aus der Samtgemeinde Stadtoldendorf und ab 1. Januar 1973 Integration in die Samtgemeinde Bevern,
- Integration der Gemeinden Braak und Schorborn zur Gemeinde Deensen,
- Integration der Gemeinden Denkiehausen, Emmerborn und Linnenkamp zur Gemeinde Wangelnstedt und
- Integration der Gemeinden Heinade, Merxhausen, Hellental zur Gemeinde Heinade.

Im Dezember 1996 lebten 11.317 Einwohner und im August 2010 9.880 Einwohner in der Samtgemeinde.
Am 12. Oktober 2009 vereinbarten die Samtgemeinderäte der Samtgemeinde Eschershausen und der Samtgemeinde Stadtoldendorf in Eschershausen die Fusion zur neuen Samtgemeinde Eschershausen-Stadtoldendorf, die am 1. Januar 2011 erfolgte.

## Samtgemeindebürgermeister
- seit 1. November 2006 Wolfgang Anders (CDU)
- 2001 bis 31. Oktober 2006 Hans-Dietmar Rauls (SPD)

## Samtgemeindedirektor
- 1993-31. Januar 2001 Wilhelm-Joachim Räcker

### Bildungseinrichtungen
Die Samtgemeinde Stadtoldendorf hat zwei Grundschulen, eine Haupt- und Realschule, eine Sonderschule und vier Kindergärten. Zudem befindet sich in Stadtoldendorf eine Außenstelle der Kreisvolkshochschule.